# مارك نييرجا
مارك نييرجا (بالإسبانية: Marc Nierga) (15 أبريل 1992 بغيرونا في إسبانيا - ) هو لاعب كرة قدم إسباني في مركز الهجوم. لعب مع نادي ألكوركون ونادي غيخيليو.

## وصلات خارجية
- مارك نييرجا على موقع قاعدة بيانات كرة القدم.إي يو (الإنجليزية)
- مارك نييرجا على موقع Soccerway.com (الإنجليزية)
- مارك نييرجا على موقع AS.com (الإسبانية)